# Oliver Solberg

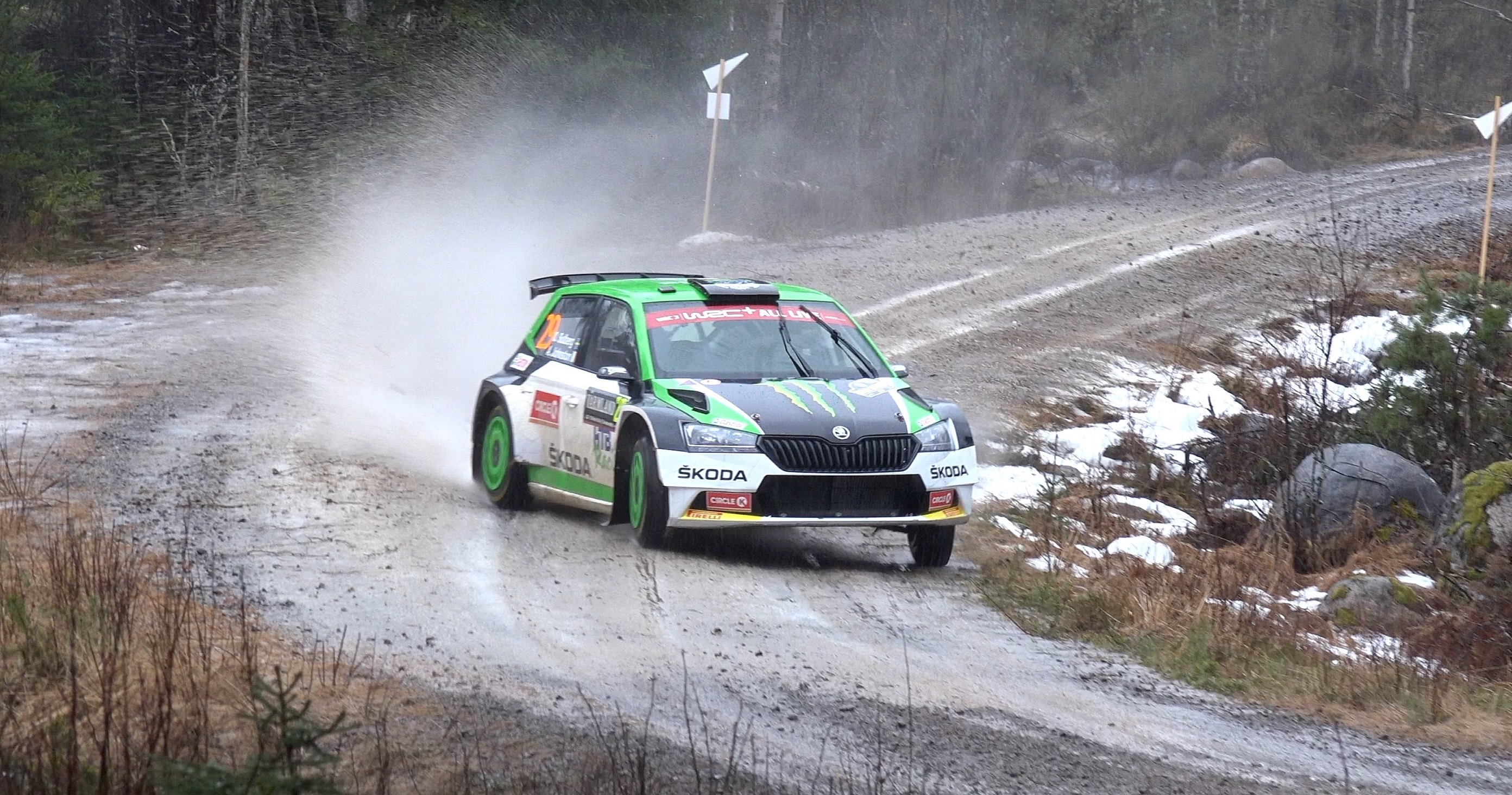
Oliver Solberg podczas Rajdu Szwecji 2020

Oliver Solberg (ur. 23 września 2001 roku w Fredrikstad w Norwegii) – norwesko-szwedzki kierowca rajdowy, Rajdowy Wicemistrz Europy 2020. Syn norweskiego kierowcy Pettera Solberga i zawodniczki rajdowej Pernilli Solberg. Jego wuj Norweg Henning Solberg również jest kierowcą rajdowym.

## Wyniki wRajdowych Mistrzostwach Europy
| Rok  | Zespół                     | Samochód                                  | 1     | 2     | 3      | 4     | 5     | 6 | 7 | 8 | 9 | 10 | 11 | Pkt. | Msc. |
| ---- | -------------------------- | ----------------------------------------- | ----- | ----- | ------ | ----- | ----- | - | - | - | - | -- | -- | ---- | ---- |
| 2019 | Sports Racing Technologies | Volkswagen Polo GTI R5                    |       |       | LVA 1  |       |       |   |   |   | - | -  | -  | 39   | 6    |
| 2020 | Oliver Solberg             | Volkswagen Polo GTI R5 Škoda Fabia R5 Evo | ITA 3 | LVA 1 | PRT 23 | HUN 4 | ESP 4 | - | - | - | - | -  | -  | 112  | 2    |

## Starty wWRC
| Sezon | Zespół                                       | Samochód                                   | 1      | 2       | 3         | 4       | 5         | 6     | 7          | 8      | 9         | 10     | 11     | 12        | 13        | 14        | 15 | 16 | Punkty | Miejsce |
| ----- | -------------------------------------------- | ------------------------------------------ | ------ | ------- | --------- | ------- | --------- | ----- | ---------- | ------ | --------- | ------ | ------ | --------- | --------- | --------- | -- | -- | ------ | ------- |
| 2019  | Oliver Solberg                               | Volkswagen Polo GTI R5                     | Monako | Szwecja | Meksyk    | Francja | Argentyna | Chile | Portugalia | Włochy | Finlandia | Niemcy | Turcja | NU        | Hiszpania | Australia |    |    | 0      | NC      |
| 2020  | Oliver Solberg                               | Volkswagen Polo GTI R5 Škoda Fabia R5 Evo  | 25     | 17      | NU        | 9       | Turcja    | 18    | 7          |        |           |        |        |           |           |           |    |    | 8      | 17.     |
| 2021  | 2C Competition Hyundai Motorsport N          | Hyundai i20 Coupe WRC Hyundai i20 N Rally2 | NU     | 7       | Chorwacja | 11      | Włochy    | NU    | NU         | NU     | NU        | NU     | 7      | 5         |           |           |    |    | 22     | 13.     |
| 2022  | Hyundai Shell Mobis WRT Hyundai Motorsport N | Hyundai i20 N Rally1 Hyundai i20 N Rally2  | NU     | 6       | NU        | 47      | Włochy    | 10    | 13         | NU     | 4         | Grecja | 5      | Hiszpania | Japonia   |           |    |    | 33     | 12.     |

| 1. miejsce | 2. miejsce | 3. miejsce | Punktowane miejsce | Niepunktowane miejsce | Nie ukończył | Wykluczony | Nie wystartował | Nie brał udziału |